# Kirsta (vid Iso-Vehanen, Nystad)
Kirsta är en ö i Finland. Den ligger i Bottenhavet eller Skärgårdshavet vid Iso-Vehanen i kommunen Nystad i den ekonomiska regionen  Nystadsregionen i landskapet Egentliga Finland, i den sydvästra delen av landet. Ön ligger omkring 66 kilometer nordväst om Åbo och omkring 210 kilometer väster om Helsingfors.
Öns area är 42,3 hektar och dess största längd är 1 kilometer i öst-västlig riktning.